# Assemblea di Niue
L’Assemblea di Niue è l'assemblea legislativa di Niue.  Essa è composta da 20 membri: 14 eletti nei rispettivi collegi elettorali (che corrispondono alle 14 municipalità) e 6 eletti dall'unione di alcuni collegi elettorali. I membri sono eletti direttamente a suffragio universale e hanno un mandato di tre anni. Niue segue il Westminster system di governo, con il Premier eletto dall'Assemblea ed il suo Gabinetto nominato da quest'ultimo.
L'Assemblea discende dal Consiglio dell'Isola, stabilito con il Cook Islands Act del 1915. Il Consiglio fu sciolto nel 1959 e successivamente ristabilito come Assemblea..  L'Assemblea ha assunto pieno potere legislativo con la Costituzione di Niue, del 1974.
La sede dell'assemblea si trova ad Alofi.

## Speaker dell'Assemblea
L'Assemblea è presieduta dallo Speaker, eletto dai membri dell'Assemblea. Se uno dei membri dell'Assemblea viene eletto Speaker, deve rassegnare le dimissioni da membro dell'Assemblea, in base all'articolo 20, comma 3 della Costituzione di Niue. Lo Speaker non prende parte alle votazioni. L'attuale Speaker, dal 2014 è Togiavalu Pihigia.

### Speakers
| Nome                        | In carica dal | Al        |
| --------------------------- | ------------- | --------- |
| On. Sam Pata Emani Tagelagi | 1976          | 1993      |
| On. John Tofo Funaki        | 1993          | 1999      |
| On. Tama Lati Posimani      | 1999          | 2002      |
| On. Atapani Siakimotu       | 2002          | 2011      |
| On. Ahohiva Levi            | 2011          | 2014      |
| On. Togiavalu Pihigia       | 2014          | 2020      |
| On. Hima Douglas            | 2020          | in carica |

## Elezioni
Il sistema elettorale niueano prevede elezioni nei quattordici collegi elettorali, corrispondenti alle municipalità, per la scelta di un rappresentante ciascuno all'Assemblea. Gli elettori devono essere cittadini neozelandesi con almeno tre mesi di residenza sull'isola. I candidati devono essere anche elettori e risiedere su Niue da almeno un anno.

## Procedure legislative
Il potere dell'Assemblea di emanare leggi è limitato dalla Costituzione. Ogni membro dell'Assemblea può proporre un emendamento, che diviene legge solo dopo l'assenso dell'Assemblea, che viene certificato dallo Speaker, in base agli articoli da 30 a 33 della Costituzione di Niue. Affinché la legge sia attiva non è necessario l'assenso reale. Per gli affari interni infatti Niue è completamente autonoma.